# Slootschrijvertje
Het slootschrijvertje (Gyrinus substriatus) is een keversoort uit de familie van de schrijvertjes (Gyrinidae). De wetenschappelijke naam van de soort is gepubliceerd in 1826 door Sturm.

## Guido Gezelle
Deze soort wordt genoemd als inspiratie voor het gedicht Het Schrijverke van Guido Gezelle. Anderen menen dat Gezelle het schrijvertje bedoelde, verwijzend naar de ondertitel Gyrinus natans van het gedicht. Die naam is echter de originele combinatie van Xenogyrinus natans, een keversoort die al miljoenen jaren uitgestorven is. Gezelle kan zich vergist hebben vanwege de gelijkenis met de wetenschappelijke naam (Gyrinus natator) van het schrijvertje.